# 대한민국 국가보훈처
국가보훈처(國家報勳處)는 국가유공자 및 그 유족에 대한 보훈, 제대군인의 보상·보호 및 보훈선양에 관한 사무를 관장하는 대한민국의 옛 중앙행정기관이다. 1985년 1월 1일에 원호처를 개편하여 발족하였으며 2023년 6월 5일에 국가보훈부로 개편되면서 폐지되었다.

## 소관 사무
- 국가유공자와 그 유족에 대한 예우 및 지원에 관한 사무
- 5·18민주유공자·특수임무유공자에 대한 예우에 관한 사무
- 보훈보상대상자·고엽제후유의증환자·제대군인에 대한 지원에 관한 사무
- 그 밖에 법령으로 정하는 보훈에 관한 사무

## 연혁
- 1948년 7월 17일: 사회부 후생국에 시설과 설치.[1]
- 1949년 10월 5일: 후생국을 사회국으로 개편하고, 하부조직으로 군사원호과 설치.[2]
- 1950년 4월 1일: 시설과를 폐지.[3]
- 1951년 7월 13일: 군사원호과를 원호국으로 확대·개편하고 하부조직으로 군사원호과, 경찰원호과 및 보도과를 설치.[4]
- 1953년 2월 18일: 군사원호과와 경찰원호과를 원호과로 통합하고, 원호국에 연금과를 설치.[5]
- 1955년 2월 17일: 보건사회부의 하부조직으로 소속 변경.[6]
- 1957년 9월 9일: 보건사회부 의정국에 시설과 설치.[7]
- 1961년 8월 5일: 보건사회부 사회국 원호과, 보도과, 연금과 및 의정국 시설과를 통합하여 군사원호청 설치.[8]
- 1962년 5월 12일: 원호처로 개편.[9]
- 1985년 1월 1일: 국가보훈처로 개편.[10]
- 2023년 6월 5일: 국가보훈부로 개편.[11]

### 역대 로고

2001년부터 2016년까지 사용된 국가보훈처 로고
2016년부터 2023년까지 사용된 국가보훈처 로고

## 역대 처·차장

### 국가보훈처장
| 정부        | 대수     | 이름           | 임기                              | 비고                                                                   |
| ----------- | -------- | -------------- | --------------------------------- | ---------------------------------------------------------------------- |
| 제5공화국   | 9대      | 조철권(趙澈權) | 1985년 1월 1일~1985년 2월 18일    | 장관급으로 격상                                                        |
| 제5공화국   | 10대     | 최종호(崔鍾鎬) | 1985년 2월 19일~1986년 1월 7일    |                                                                        |
| 제5공화국   | 11대     | 김근수(金瑾洙) | 1986년 1월 8일~1988년 2월 24일    |                                                                        |
| 노태우 정부 | 12대     | 전석홍(全錫洪) | 1988년 2월 25일~1988년 12월 5일   |                                                                        |
| 노태우 정부 | 13대     | 이상연(李相淵) | 1988년 12월 6일~1990년 12월 26일  |                                                                        |
| 노태우 정부 | 14대     | 민경배(閔庚培) | 1990년 12월 27일~1993년 2월 25일  |                                                                        |
| 김영삼 정부 | 15대     | 이병태(李炳台) | 1993년 2월 26일~1993년 12월 21일  |                                                                        |
| 김영삼 정부 | 16대     | 이충길(李忠吉) | 1993년 12월 22일~1994년 12월 23일 |                                                                        |
| 김영삼 정부 | 17대     | 황창평(黃昌平) | 1994년 12월 24일~1996년 12월 19일 |                                                                        |
| 김영삼 정부 | 18대     | 오정소(吳正昭) | 1996년 12월 20일~1997년 3월 5일   |                                                                        |
| 김영삼 정부 | 19대     | 박상범(朴相範) | 1997년 3월 6일~1998년 3월 3일     |                                                                        |
| 김대중 정부 | -        | 김의재(金義在) | 1998년 3월 4일~1998년 3월 8일     | 직무대리                                                               |
| 김대중 정부 | 20대     | 김의재(金義在) | 1998년 3월 9일~1999년 3월 2일     | 차관급으로 격하                                                        |
| 김대중 정부 | -        | 조병세(趙炳世) | 1999년 3월 3일~1999년 3월 5일     | 직무대리                                                               |
| 김대중 정부 | 21대     | 최규학(崔圭鶴) | 1999년 3월 6일~2000년 8월 28일    |                                                                        |
| 김대중 정부 | 22대     | 김유배(金有培) | 2000년 8월 29일~2001년 4월 1일    |                                                                        |
| 김대중 정부 | 23대     | 이재달(李在達) | 2001년 4월 2일~2003년 3월 3일     |                                                                        |
| 노무현 정부 | 24대     | 안주섭(安周燮) | 2003년 3월 3일~2004년 9월 23일    | 장관급으로 격상                                                        |
| 노무현 정부 | 25대     | 박유철(朴維徹) | 2004년 9월 24일~2007년 4월 19일   |                                                                        |
| 노무현 정부 | 26대     | 김정복(金井復) | 2007년 4월 20일~2008년 2월 28일   |                                                                        |
| 이명박 정부 | 27대     | 김양(金揚)     | 2008년 2월 29일~2011년 2월 23일   | 차관급으로 격하                                                        |
| 이명박 정부 | 28대     | 박승춘(朴勝椿) | 2011년 2월 24일~2017년 5월 11일   | 역대 최장수 재임                                                       |
| 박근혜 정부 | 직무대리 | 최완근(崔完根) | 2016년 10월 31일~2017년 3월 31일  | 차장 겸 처장 직무대리                                                  |
| 박근혜 정부 | 직무대리 | 최완근(崔完根) | 2017년 5월 11일~2017년 5월 17일   | 차장 겸 처장 직무대리                                                  |
| 문재인 정부 | 29대     | 피우진(皮宇鎭) | 2017년 5월 17일~2019년 8월 14일   | 장관급으로 격상 최초의 여성 출신 처장                                  |
| 문재인 정부 | 직무대리 | 민병원         | 2019년 8월 14일~2019년 8월 16일   | 국가보훈처 기획조정실장·국가보훈처 차장 직무대리·국가보훈처장 직무대리 |
| 문재인 정부 | 30대     | 박삼득(朴三得) | 2019년 8월 16일~2020년 12월 30일  |                                                                        |
| 문재인 정부 | 31대     | 황기철(黃基鐵) | 2020년 12월 31일~2022년 5월 13일  |                                                                        |
| 윤석열 정부 | 32대     | 박민식(朴敏植) | 2022년 5월 13일~2023년 6월 4일    |                                                                        |

### 국가보훈처 차장
| 정부        | 대수           | 이름                             | 임기                              | 비고                                                                   |
| ----------- | -------------- | -------------------------------- | --------------------------------- | ---------------------------------------------------------------------- |
| 제5공화국   | 7대            | 최병삼(崔炳三)                   | 1985년 1월 1일~1986년 8월 28일    | 차관급으로 격상                                                        |
| 제5공화국   | 8대            | 김상영(金相榮)                   | 1986년 8월 28일~1988년 3월 4일    |                                                                        |
| 노태우 정부 | 9대            | 김상영(金相榮)                   | 1988년 3월 5일~1988년 9월 19일    |                                                                        |
| 노태우 정부 | 10대           | 김옥조(金玉照)                   | 1988년 9월 19일~1990년 12월 28일  |                                                                        |
| 노태우 정부 | 11대           | 전희찬(全熹賛)                   | 1990년 12월 28일~1992년 12월 30일 |                                                                        |
| 노태우 정부 | 12대           | 이충길(李忠吉)                   | 1992년 12월 30일~1993년 3월 3일   |                                                                        |
| 김영삼 정부 | 13대           | 이충길(李忠吉)                   | 1993년 3월 4일~1993년 12월 21일   |                                                                        |
| 김영삼 정부 | 직무대리       | 이천우(李千雨)                   | 1993년 12월 21일~1993년 12월 26일 | 직무대리                                                               |
| 김영삼 정부 | 14대           | 김시복(金時福)                   | 1993년 12월 27일~1996년 12월 24일 |                                                                        |
| 김영삼 정부 | 15대           | 김의재(金義在)                   | 1996년 12월 24일~1998년 3월 16일  |                                                                        |
| 김대중 정부 | 16대           | 장귀호(張貴昊)                   | 1998년 3월 17일~1999년 1월 21일   | 1급으로 격하                                                           |
| 김대중 정부 | 17대           | 조병세(趙炳世)                   | 1999년 1월 21일~2000년 5월        |                                                                        |
| 김대중 정부 | 18대           | 김종성(金鍾成)                   | 2000년 5월~2004년 3월 18일        |                                                                        |
| 노무현 정부 | 18대           | 김종성(金鍾成)                   | 2000년 5월~2004년 3월 18일        |                                                                        |
| 19대        | 배철호(裵哲浩) | 2004년 3월 18일~2005년 6월 23일  |                                   |                                                                        |
| 20대        | 김정복(金井復) | 2005년 6월 23일~2007년 4월 23일  | 차관급으로 격상                   |                                                                        |
| 21대        | 정일권(鄭一權) | 2007년 4월 23일~2007년 11월 23일 |                                   |                                                                        |
| 22대        | 김흥걸(金興傑) | 2007년 11월 23일~2008년 3월 21일 |                                   |                                                                        |
| 이명박 정부 | 23대           | 이종정(李鍾鼎)                   | 2008년 3월 21일~2009년 8월 13일   |                                                                        |
| 이명박 정부 | 24대           | 우무석(禹武錫)                   | 2009년 8월 13일~2011년 12월 5일   | 1급으로 격하                                                           |
| 이명박 정부 | 25대           | 정양성(鄭亮聖)                   | 2011년 12월 5일~2013년 5월 27일   |                                                                        |
| 박근혜 정부 | 26대           | 최완근(崔完根)                   | 2013년 5월 28일~2017년 7월 26일   |                                                                        |
| 박근혜 정부 | 직무대리       | 민병원                           | 2017년 7월 26일~2017년 7월 27일   | 국가보훈처 기획조정관리국장·국가보훈처 차장 직무대리                   |
| 문재인 정부 | 27대           | 심덕섭(沈德燮)                   | 2017년 7월 27일~2018년 12월 14일  | 차관급으로 격상                                                        |
| 문재인 정부 | 28대           | 이병구(李炳龜)                   | 2018년 12월 14일~2020년 8월 14일  |                                                                        |
| 문재인 정부 | 직무대리       | 민병원                           | 2020년 8월 14일~2020년 8월 18일   | 국가보훈처 기획조정실장·국가보훈처 차장 직무대리·국가보훈처장 직무대리 |
| 문재인 정부 | 29대           | 이남우(李南雨)                   | 2020년 8월 18일~2022년 7월 3일    |                                                                        |
| 윤석열 정부 | 30대           | 윤종진(尹鍾鎭)                   | 2022년 7월 4일~2023년 6월 4일     |                                                                        |